# Gema Soldevilla
Gema Soldevilla (Santander, 1950) es una escultora y corista española. Canta en la Coral Salvé y en Conciertus Musicus, y ha representado diversas obras de teatro durante sus años en Madrid.

## Biografía
Vinculada desde joven a la escultura, realiza sus bocetos en materiales como cera o pasta cerámica, que después transforma en madera tallada, o funde a bronce o hierro. A la hora de seleccionar el material tiene muy presente la ubicación donde va a vivir esa obra y también el factor económico. Ha trabajado poco en piedra y sus materiales más utilizados son el bronce y la madera. La elección del tipo de esta última -caoba, pino, nogal, cedro o boj- también va en función del tipo de obra que va a crear.
En su trayectoria artística se puede apreciarse en sus piezas una referencia figurativa más o menos explícita, que evoluciona hacia una búsqueda de lo esencial y la geometría pura. Este proceso culmina en una crisis creativa donde las formas geométricas, inicialmente frías y rígidas, comienzan a transformarse y abrirse, revelando una realidad interna que desafía su aparente rigidez. A través de ataduras y aristas cosidas, las formas se vuelven más orgánicas y dinámicas, en un retorno a la figuración que desmiente la fortaleza del material y explora nuevas posibilidades expresivas.

## Obras

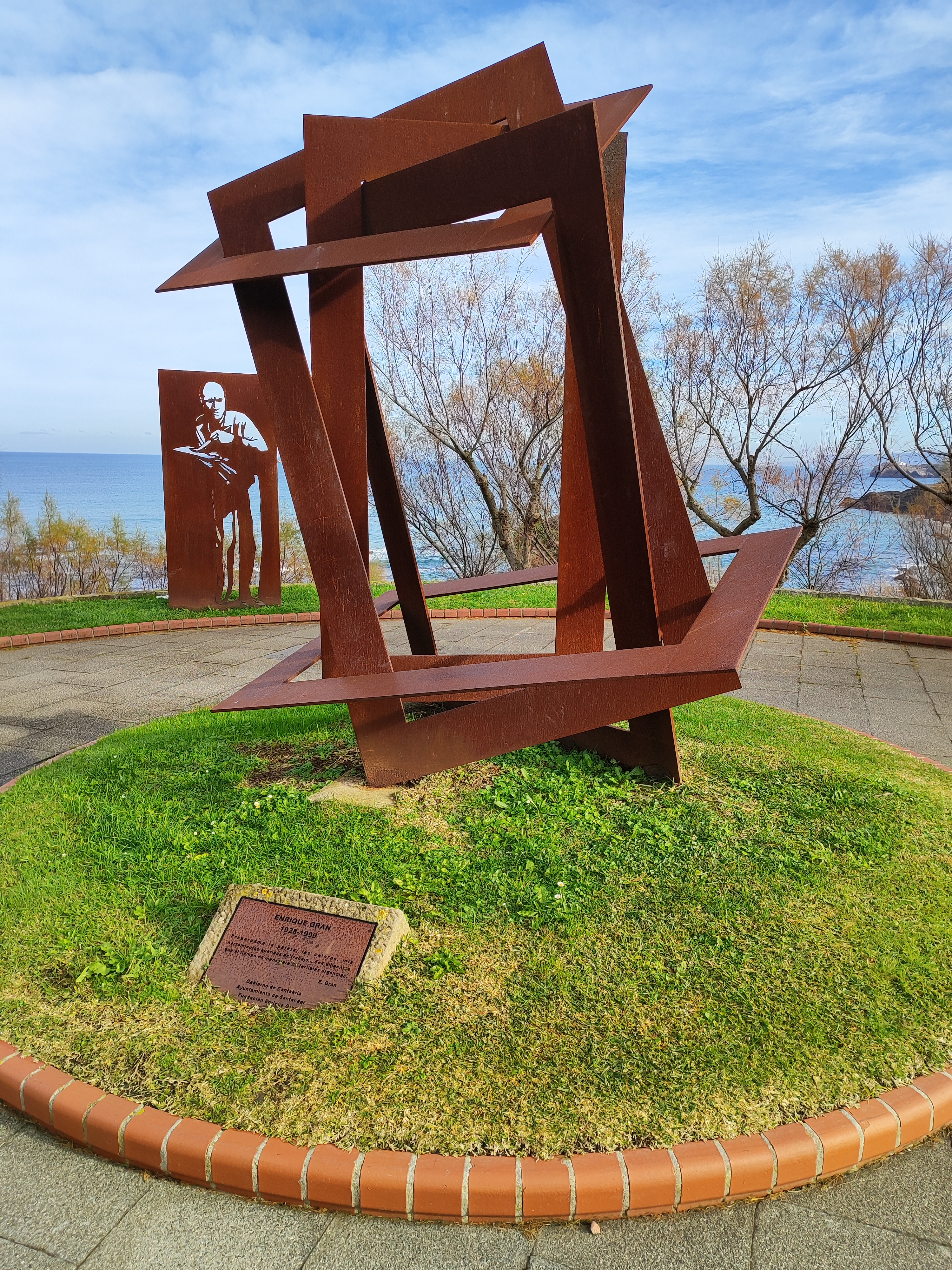
Monumento a Enrique Gran, en la ciudad de Santander.

- Escultura a José Hierro, Paseo marítimo de Santander.
- Escultura a Enrique Gran, Paseo de Reina Victoria, Santander.[3]
- Homernaje a los Bolos, Parque de Mesones, Santander.
- Pescadores, San Vicente de la Barquera.
- Nuestra señora de la Merced, capilla de la Merced, Santander.

## Exposiciones
- En 1979 - Círculo de Bellas Artes - Madrid
- En 1983 - Museo de Bellas Artes - Santander
- En 1985 - Galería Jean Camion - París
- En 1985 - Fundación Botín - Santander
- En 1986 - Galería de arte San Marco - Roma
- En 1987 - María Blanchard - Santander
- En 1992 - San Román de Escalante - Festival Internacional de Santander
- En 1992 - Galería Levy - Hamburgo
- En 1994 - Fernando Silió - Santander
- En 1998 - Palacio Babenhausen - Alemania[4]